# Sergei Anatoljewitsch Korostin
Sergei Anatoljewitsch Korostin (russisch Сергей Анатольевич Коростин; * 5. Juli 1989 in Prokopjewsk, Russische SFSR) ist ein ehemaliger russischer Eishockeyspieler, der vor allem in der Wysschaja Hockey-Liga aktiv war.

## Karriere
Sergei Korostin begann seine Karriere als Eishockeyspieler in der Nachwuchsabteilung des HK Dynamo Moskau, für dessen Profimannschaft er in der Saison 2005/06 sein Debüt in der Superliga gab. In dieser sowie den folgenden beiden Spielzeiten konnte sich der Angreifer jedoch nicht bei den Hauptstädtern durchsetzen. So kam er hauptsächlich für deren zweite Mannschaft in der drittklassigen Perwaja Liga zum Einsatz kam und absolvierte nur zehn Spiele in der Superliga. Dabei blieb er punkt- und straflos. Im NHL Entry Draft 2007 wurde er in der dritten Runde als insgesamt 64. Spieler von den Dallas Stars ausgewählt. Zunächst trat der Linksschütze jedoch in der Saison 2007/08 mit Texas Tornado in der Juniorenliga North American Hockey League sowie im folgenden Jahr für die London Knights, die ihn beim CHL Import Draft 2008 an Gesamtposition 37 gezogen hatten, und Peterborough Petes in der Ontario Hockey League an. Zur Saison 2009/10 wurde der Stürmer in den Kader von Dallas neu gegründetem Farmteam Texas Stars aus der American Hockey League eingeteilt, nachdem er bereits im März 2008 einen Kontrakt in Dallas unterschrieben hatte. Zudem bestritt er vier Spiele für die Idaho Steelheads in der ECHL.
Zur Saison 2010/11 wurde Korostin vom HK Dynamo Twer aus der Wysschaja Hockey-Liga, der neuen zweiten russischen Spielklasse, verpflichtet. Anschließend wechselte er für die Saison 2011/12 zu dessen Ligarivalen HK Sokol Krasnojarsk, verließ den Klub jedoch nach wenigen Spielen und stand kurzzeitig beim HK Donbas unter Vertrag. Anschließend spielte er bis 2016 beim SKA-Newa Sankt Petersburg sowie eine Saison beim MHC Martin in der Slowakei.
Zwischen 2017 und 2019 war er bei Metallurg Nowokusnezk aktiv, ehe er seine Karriere nach der Saison 2019/20 bei Sauralje Kurgan beendete.

### International
Für Russland nahm Korostin an der U18-Junioren-Weltmeisterschaft 2007 sowie der U20-Junioren-Weltmeisterschaft 2009 teil. 

## Erfolge und Auszeichnungen
- 2007 Goldmedaille bei der U18-Junioren-Weltmeisterschaft
- 2009 Bronzemedaille bei der U20-Junioren-Weltmeisterschaft